# Tucker Carlson
Tucker Swanson McNear Carlson (født 16. maj 1969) er en amerikansk konservativ politisk kommentator, der har arbejdet for Fox News. Carlson er også medgrundlægger af netnyhedsmediet The Daily Caller, som han tidligere var chefredaktør for. Han har været vært på MSNBC-programmet Tucker og medvært på CNN's Crossfire. Carlson var vært på Tucker Carlson Tonight på Fox News frem til slut april 2023.